# Sotoca (Chile)
Sotoca (del aimara: sut'uqa ‘arrastre’) es una localidad en la Región de Tarapacá, provincia del Tamarugal, comuna de Huara, Chile. 
El poblado se encuentra a 118 km al noreste de la ciudad de Iquique, en la precordillera de Los Andes, a 19,5962° de Latitud Sur, y a 69,2329° Longitud Oeste, a una altitud de 3.130 m s. n. m.

## Historia
En su origen es un asentamiento étnico Caranga (Qaranqa) de raíz altiplánica, comunidad que en la era prehispánica vivía dispersa en cacicazgos en las quebradas que llegan al Océano Pacífico desde Camiña por el norte hasta Guatacondo por el sur. Mantenían relaciones de intercambio productivo, territorial y cultural entre ellas y con las zonas altas (o altiplano).
No se conoce con exactitud la fecha de la fundación de Sotoca, pero se cree que ocurrió hacia fines del siglo XVI, ya que figura en documentos eclesiásticos de 1571 como anexo del curato de Camiña, agrupando a los Carangas en una reducción o "Pueblo de Indios" con ese nombre. Se estima que la comunidad étnica originaria vivía en el Pucara — y sus caseríos aledaños rodeados de cultivos en terrazas — distante a 1 km al poniente de la actual ubicación del poblado en torno a la iglesia. La denominación de "Sotoca" podría confirmar su origen como reducción pues existe la misma denominación en apellidos y poblados en España.
Las viviendas originarias fueron construidas de piedra volcánica blanca de un cerro inmediatamente contiguo al pueblo por el sur, con techos de paja y barro. Lamentablemente la mayoría de ellas fueron destruidas en un terremoto ocurrido el 13 de junio de 2005.
La actual actividad de los pocos lugareños de Sotoca es la agricultura desarrollada en terrazas y la ganadería de llamas. La mayor parte de sus habitantes ha migrado a las grandes ciudades ubicadas junto a la costa (Iquique y Arica).

## Patrimonio

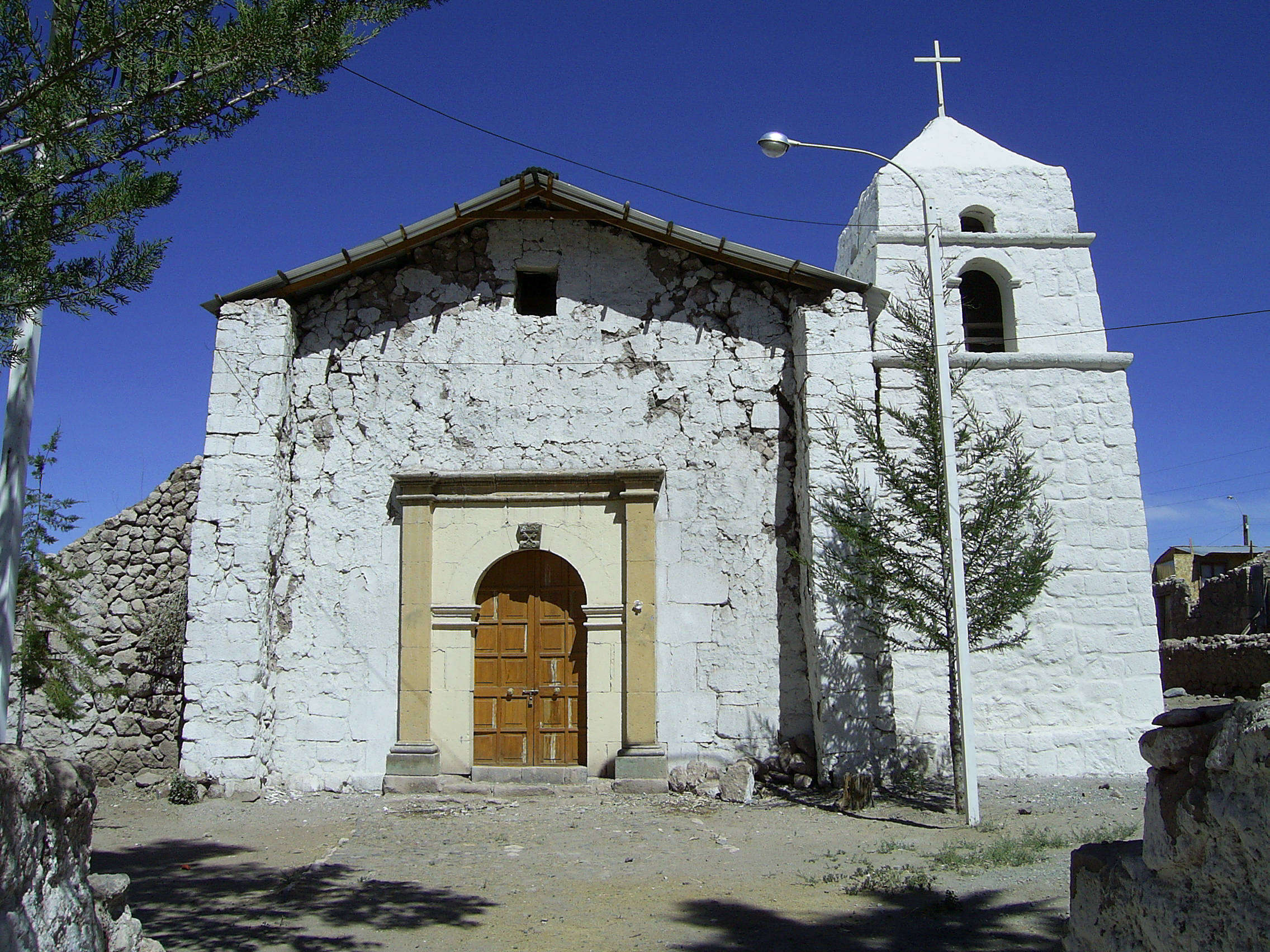
Iglesia de Sotoca

Su Iglesia fue declarada Monumento Histórico por decreto supremo N.º 5.705 del 3 de agosto de 1953. Su construcción se estima dataría del siglo XVII.
El templo presenta una planta en cruz latina, formada por la nave central y dos capillas laterales ubicadas a la altura del altar. La torre del campanario está adosada a la nave central a un costado de su acceso. Destaca el sobrio trabajo de cantería en piedra en la portada de su entrada principal, su puerta lateral norte y una hermosa arcada en su interior que sostenía el coro, hoy inexistente, debido a que fue destruido en un incendio ocurrido hacia 1954, junto con un elaborado retablo que la iglesia tenía detrás del altar, en madera tallada y policromada en tonos dorado y azul. Los muros interiores están decorados por pinturas artísticas de un estilo "barroco mestizo" y resultaron dañados en ese mismo incendio pero aún pueden apreciarse.
Los muros de la iglesia están edificados mediante un sistema de "pirca" (o "apircado), es decir piedras rústicas unidas con argamasa de barro, con muros de 80 cm de espesor. La torre de su campanario, de sillería de piedra y ventanas en arco fue reconstruida en hormigón armado con revestimiento de piedra, luego que fuera severamente dañada en un terremoto en enero de 2002.